# Neubeuern
Neubeuern là một đô thị tại huyện Rosenheim bang Bayern thuộc nước Đức.